# 雁江镇 (资阳市)
雁江镇，是中华人民共和国四川省资阳市雁江区下辖的一个乡镇级行政单位。2019年12月，将雁江镇响水村所属行政区域划归松涛镇管辖。

## 行政区划
雁江镇下辖以下地区：
石梯社区、雁家社区、小堰村、石厂村、二堰村、前进村、燕山村、顺河村、周祠村、新堰村、进仕村、双槐村、河心村、花椒村和响水村。

## 特产
雁江蜜柑：中国地理标志产品。